# 브라이언 맥라렌

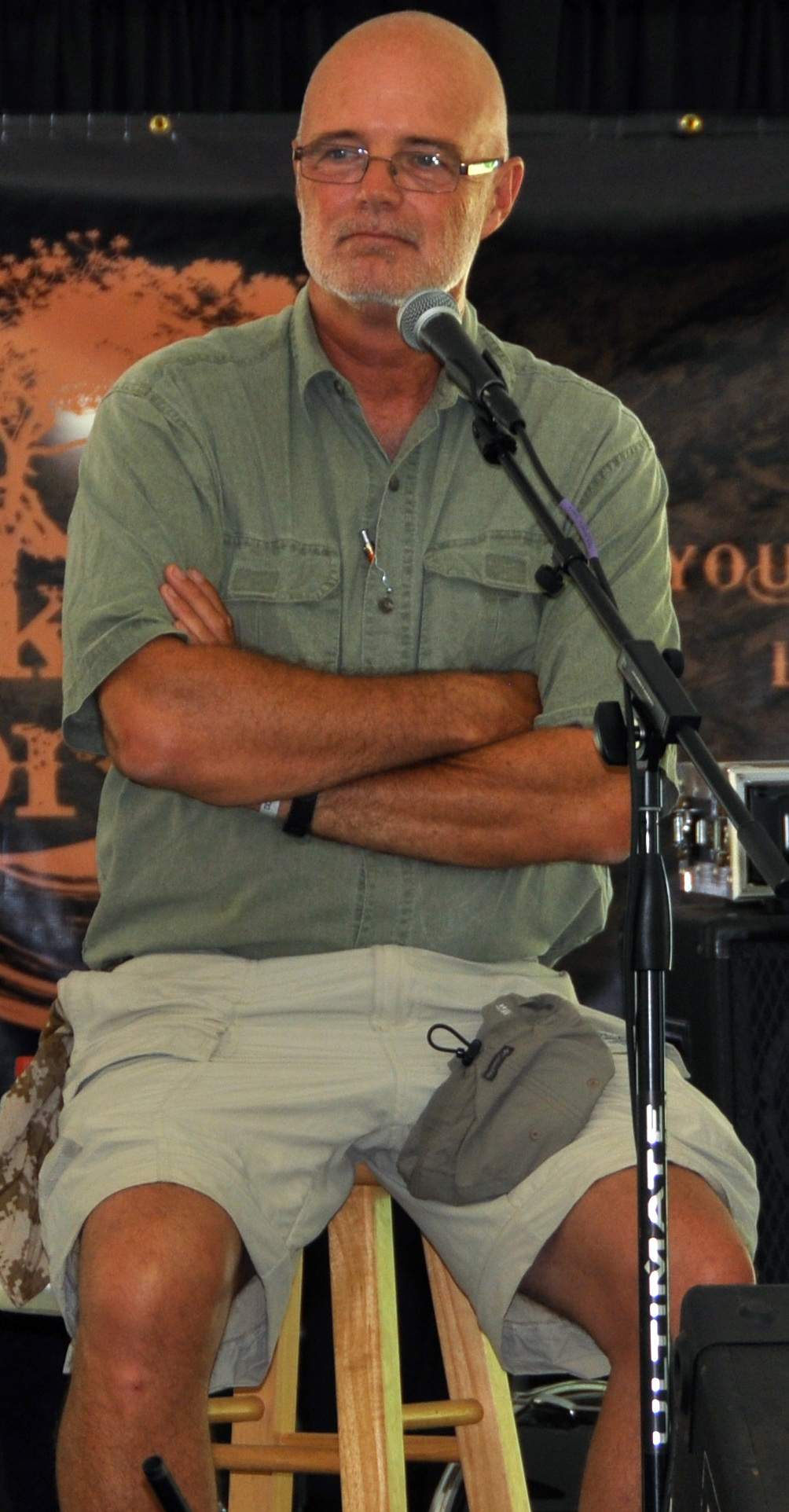

브라이언 맥라렌 (Brian D. McLaren; 1956년 )은 미국출신의 목사이며 작가이다.  그는 이머징 처치운동의 선구자로 포스트모던 교회의 지도자로 꼽히고 있다.
2011년에 맥라렌은 롭 벨의 책인 "사랑이 이긴다"를 옹호하면서 비판적인 태도를 보인 앨버트 몰러를 비난하였다.  2013년에는 동성애가 죄가 아니라고 믿는다고 주장하였다.
그는 미국 전역을 다니면서 콘서트를 열고 있으며 해마다 와일드 구스 페스티벌을 개최하고 있다.

## 같이 보기
- 진보 기독교
- 이머징 처치